# Walter Waizer
Walter Waizer (geb. 13. Juni 1914 in Innsbruck; gest. 31. März 1998 in Neustift im Stubaital) war ein österreichischer Politiker und Unternehmer.

## Leben

### Nationalsozialistische Karriere
Waizer stammte aus einer deutschnationalen Familie. Sein Vater war Rechtsanwalt. Waizer studierte Rechtswissenschaften und promovierte im Jahr 1937.
Seine NS-Karriere begann früh und in der Zeit, in der die NSDAP in Österreich verboten war. In der 8. Klasse des Gymnasiums im Jahr 1933 trat er der illegalen NSDAP und dem SA-Fliegersturm Innsbruck bei. Im April 1934 wurde er Truppführer beim SA-Alpinsturm und wurde dort schließlich Sturmführer. 1935 übertrat er illegal die Grenze nach Deutschland, um am Reichsparteitag der NSDAP teilzunehmen. Als er hierfür erwischt wurde, musste er eine Geldstrafe zahlen. Ab 1936 war er Kreisleiter der verbotenen NSDAP für den Bezirk Innsbruck-Land.
Nach dem Anschluss Österreichs wurde er zum Bezirkshauptmann von Innsbruck-Land und war Kreiswahlleiter des Bezirkes bei der Volksabstimmung am 10. April 1938. Er war maßgeblich an der politischen Gleichschaltung der Behörden und Kommunen im Bezirk beteiligt. Er erhielt für seine „Verdienste“ zur „Wiedervereinigung Österreichs mit dem Deutschen Reich“ die Medaille zur Erinnerung an den 13. März 1938. Am 1. Juni 1938 wurde er mit einem Führungswechsel innerhalb des Reichsgaus Tirol-Vorarlberg von Edmund Christoph, mit dem Waizer befreundet war, zu Franz Hofer als Bezirkshauptmann abgesetzt. Am 13. Juni 1938 beantragte er die reguläre Aufnahme in die NSDAP und wurde rückwirkend zum 1. Mai aufgenommen (Mitgliedsnummer 6.104.094).
Seine Laufbahn als Industrieller begann daraufhin. Waizer wurde stattdessen 1938 zum Geschäftsführer des Zweiges Industrie der Wirtschaftskammer Alpenland, die für Tirol, Vorarlberg und Salzburg zuständig war; Leiter war Alfred Swarovski. Die Firma Swarovski hatte eine stillgelegte Fabrik in der Gemeinde Kematen gepachtet und verkaufte sie an den Augsburger Rüstungshersteller Messerschmitt AG. 1940 gab Waizer seine Position in der Wirtschaftskammer auf und wurde stattdessen zum Geschäftsführer der Messerschmittwerke Kematen. Unter ihm wurde die Fabrik ausgebaut und zu einem wichtigen Zulieferer für die Herstellung von Fliegerbombern und Panzern in Augsburg. Tausende Zwangsarbeiter mussten für die Fabrik arbeiten und wurden bei Widerstand ins Lager Reichenau der Gestapo in Innsbruck überführt. Besonders Zwangsarbeiter aus Osteuropa und der Sowjetunion mussten aufgrund von Waizers Anweisungen unter grausamen Bedingungen arbeiten. Aufgrund von Bombenangriffen wurde die Produktion ab Juni 1944 in Stollen verlagert.
1943 und 1944 musste er aus der NSDAP und der SA austreten, weil entdeckt wurde, dass seine Großmutter Jüdin war. Er war allerdings weiterhin gut gestellt bei Gauleiter Franz Hofer und verteidigte diesen gerichtlich auch nach dem Krieg.
Das US-Militär verhaftete Waizer mit Kriegsende und internierte ihn in Kriegsgefangenenlagern in Deutschland. Im Juni 1947 kam er ins Lager Reichenau und dann ins Gefängnis des Landesgerichts Innsbruck, Weil er aus NSDAP und der SA ausgetreten war und aufgrund positiver Zeugenaussagen wurde er zu nur 15 Monaten Haft verurteilt, wobei ihm seine bisherige Gefangenschaft anerkannt wurde und er im September 1947 freikam. 1950 suchte er um eine Begnadigung beim Bundespräsidenten an, um in der Kategorisierung der Entnazifizierung vom belasteten zum minderbelasteten Nationalsozialisten umgestuft zu werden, was ihm gelang.

### Tyrolit und Ehrung in Schwaz
Im April 1948 begann er im Alter von 34 Jahren eine Karriere bei der Firma Swarovski. Als 1950 die Schleifmittelproduktion Tyrolit zu einem eigenen Betrieb in Schwaz wurde, wurde er zu dessen erstem Geschäftsführer.
In Schwaz gilt Walter Waizer als Wohltäter. 1969 verlieh die Stadt Schwaz ihm einen Ehrenring, 1976 ernannte sie ihn zum Ehrenbürger. Auch die Dr.-Walter-Waizer-Straße wurde nach ihm benannt. In der Straße wurde ihm zu Ehren 2011 eine Büste errichtet. In seinem Testament verfügte er die Gründung der Dr.-Walter-Waizer-Stiftung mit einem Vermögen von ca. 6 Millionen Euro. Die Mittel der Stiftung sollen sozial bedürftigen Menschen und Menschen mit Behinderung in der Stadt Schwaz zugutekommen. Diese Mittel haben etwa zur Errichtung der Sozialeinrichtung „Haus der Generationen“ beigetragen.